# Siboglinum lacteum
Siboglinum lacteum är en ringmaskart som beskrevs av Southward 1963. Siboglinum lacteum ingår i släktet Siboglinum och familjen skäggmaskar. Inga underarter finns listade i Catalogue of Life.